# Scirtothrips aurantii
Scirtothrips aurantii är en insektsart som beskrevs av Faure 1929. Scirtothrips aurantii ingår i släktet Scirtothrips och familjen smaltripsar. Inga underarter finns listade i Catalogue of Life.